# Badajoz
Badajoz – miasto w zachodniej Hiszpanii, w regionie autonomicznym Estremadura, stolica prowincji Badajoz.
Położone nad rzeką Gwadiana, w pobliżu granicy z Portugalią. 

## Gospodarka
Ośrodek usługowy, handlowy i przemysłowy rolniczego regionu. W mieście rozwinął się przemysł spożywczy, skórzany oraz drzewny.

## Geografia
Badajoz jest położone na Wyżynie Nowej Kastylii, w zachodniej jej części, na średniej wysokości 185 metrów nad poziomem morza. Przez miasto z północnego wschodu na południowy zachód przepływa rzeka Gwadiana, która dzieli je na dwie części, z których większa, wraz z zabytkowym centrum, znajduje się po stronie południowej. U podnóża zamku do Gwadiany wpada strumień Rivilla, który wcześniej łączy się na przedmieściach z dwoma innymi ciekami.

## Historia

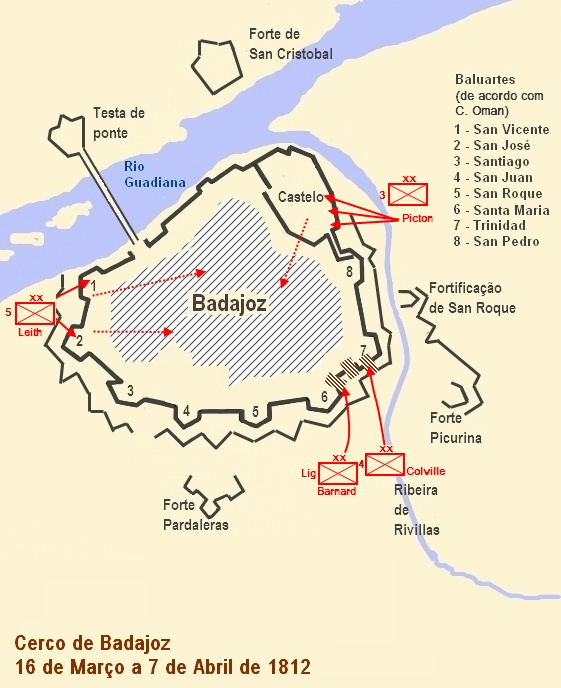
Oblężenie Badajoz w 1812 roku

Obecność człowieka na terenach, na których znajduje się Badajoz, datuje się na okres górnego paleolitu. Jednakże pomimo iż na terenie miasta napotkano na szereg znalezisk archeologicznych od tego momentu poprzez czasy cesarstwa rzymskiego i Królestwa Wizygotów, pierwsza regularna osada powstała tutaj dopiero w 875 r. n.e. Założona została przez Ibn-Marwana na krańcach Kalifatu Kordoby i ze względu na swoje strategiczne położenie zaczęła się szybko rozwijać.
Wraz z upadkiem kalifatu miasto stało się w 1022 roku siedzibą Taify Badajoz rządzonej przez dynastię Aftasydów. Państwo to obejmowało tereny pomiędzy dorzeczem rzeki Duero na północy i masywem Sierra Morena na południu oraz od granic Taify Toledo na wschodzie do Oceanu Atlantyckiego na zachodzie. W jego skład wchodziła większa część dzisiejszego regionu Estremadura w Hiszpanii oraz tereny Portugalii z ważnymi ośrodkami miejskimi jak Lisbona i Évora. W czasie swojego istnienia musiało się ono nieustannie opierać naciskom Królestwa Kastylii, Królestwa Portugalii oraz sąsiednich taif.
W 1094 Badajoz wraz z całą taifą zostało podbite przez Almorawidów i pozostało w ich rękach do roku 1148, kiedy kontrolę nad państwem wraz ze stolicą przejęli Almohadzi. Po bitwie pod Las Navas de Tolosa w 1212 roku rekonkwista zaczęła nabierać tempa i w marcu 1230 roku Alfons IX, król Leónu zdobył miasto, które odtąd znajdowało się w rękach chrześcijańskich. Ziemie dawnej Taify Badajoz zostały podzielone między Królestwo Leónu i Portugalii.
W roku 1336 Badajoz było oblegane przez Portugalczyków, co w połączeniu z falą epidemii spowodowało wyludnienie miasta w XIV wieku. W 1580 roku król Hiszpanii Filip II Habsburg uczynił z niego bazę dla swoich operacji militarnych podczas starań o tron portugalski. W tym samym roku zmarła tutaj jego czwarta i ostatnia żona – Anna Habsburg.
W czasie wojny o sukcesję hiszpańską, w dniach 12-16 października 1705 roku, wojska angielsko-portugalskie zdobyły miasto po silnym ostrzale artyleryjskim, w wyniku którego zniszczona została większość budynków w mieście. Po tym wydarzeniu wzmocniono i rozbudowano fortyfikacje bastionowe miasta.
W czasie wojny na Półwyspie Iberyjskim miasto stanowiło jeden z dwóch głównych (obok Ciudad Rodrigo) umocnionych punktów na drodze do Portugalii i było zwane „kluczem do korytarza południowego”. W tym czasie było oblegane czterokrotnie. 10 marca 1811 roku twierdza broniona przez wojska hiszpańskie poddała się Francuzom dowodzonym przez marszałka Soulta. 13 maja tego samego roku próbę odbicia miasta podjął generał William Beresfod, jednakże 16 maja 1811 musiał przerwać oblężenie, aby wyjść naprzeciw armii Soulta idącej na odsiecz garnizonowi. Po zwycięstwie w bitwie pod Albuerą powrócił do operacji oblężniczych, jednakże ze względu na zagrożenie ze strony połączonych armii Marmonta i Soulta, 17 czerwca zmuszony został do wycofania się. Podczas tych działań głównym obiektem ataku był fort San Cristobal na północnym brzegu Gwadiany. Do czwartego oblężenia Badajoz Brytyjczycy pod osobistym dowództwem Arthura Wellesleya, późniejszego księcia Wellington, przystąpili 16 marca 1812 roku, wkrótce po zdobyciu Ciudad Rodrigo. Działania prowadzono od strony południowo-wschodniej: 25 marca padł fort Picurina, a 5 kwietnia gotowe były wyłomy w murach. Szturm przeprowadzono 6 kwietnia po tym, jak Wellesley do wiedział się, że odsiecz dowodzona przez Soulta znajduje się już w miejscowości Llerena w odległości około 110 km. Podjęto około 40 prób wdarcia się do miasta, które zakończyły się sukcesem dopiero po dodatkowych atakach na bastion San Vincente od strony zachodniej, oraz na zamek. Straty brytyjskie w wyniku szturmu wyniosły około pięciu tysięcy żołnierzy, co stanowiło około 30% stanu atakującej armii. Zdobycie miasta skończyło się trzydniową falą grabieży, gwałtów i morderstw, których ofiarą padła cywilna ludność Badajoz. Skala tego zjawiska była tak duża, że jest ono uznawane przez historyków za jedno z bardziej wstydliwych i haniebnych wydarzeń w historii Armii Brytyjskiej.
U progu hiszpańskiej wojny domowej z lat 1936–1939, mieszkańcy Badajoz wraz z całą prowincją opowiedzieli się po
stronie republiki. 14 sierpnia 1936 roku oddziały Hiszpańskiej Legii Cudzoziemskiej pod dowództwem generała Juana Yagüe przypuściły dwa szturmy na miasto, po których rozpoczęła się rzeź obrońców znana później jako „masakra w Badajoz”. Według różnych wersji zostało wtedy rozstrzelanych od dwóch do czterech tysięcy ludzi. Los ten nie ominął również tych obrońców, którzy zdołali uciec do Portugalii po tym, jak władze tego kraju odesłały ich z powrotem
Do lat 50. XX wieku, z wyjątkiem okolic dworca kolejowego, miasto w całości mieściło się w granicach murów twierdzy. Od tego momentu zaczął się powolny rozwój ośrodka miejskiego, powstały nowe dzielnice wokół centrum oraz strefy ekonomiczne. Podczas tej rozbudowy zniszczeniu uległy niektóre elementy fortyfikacji.

## Zabytki

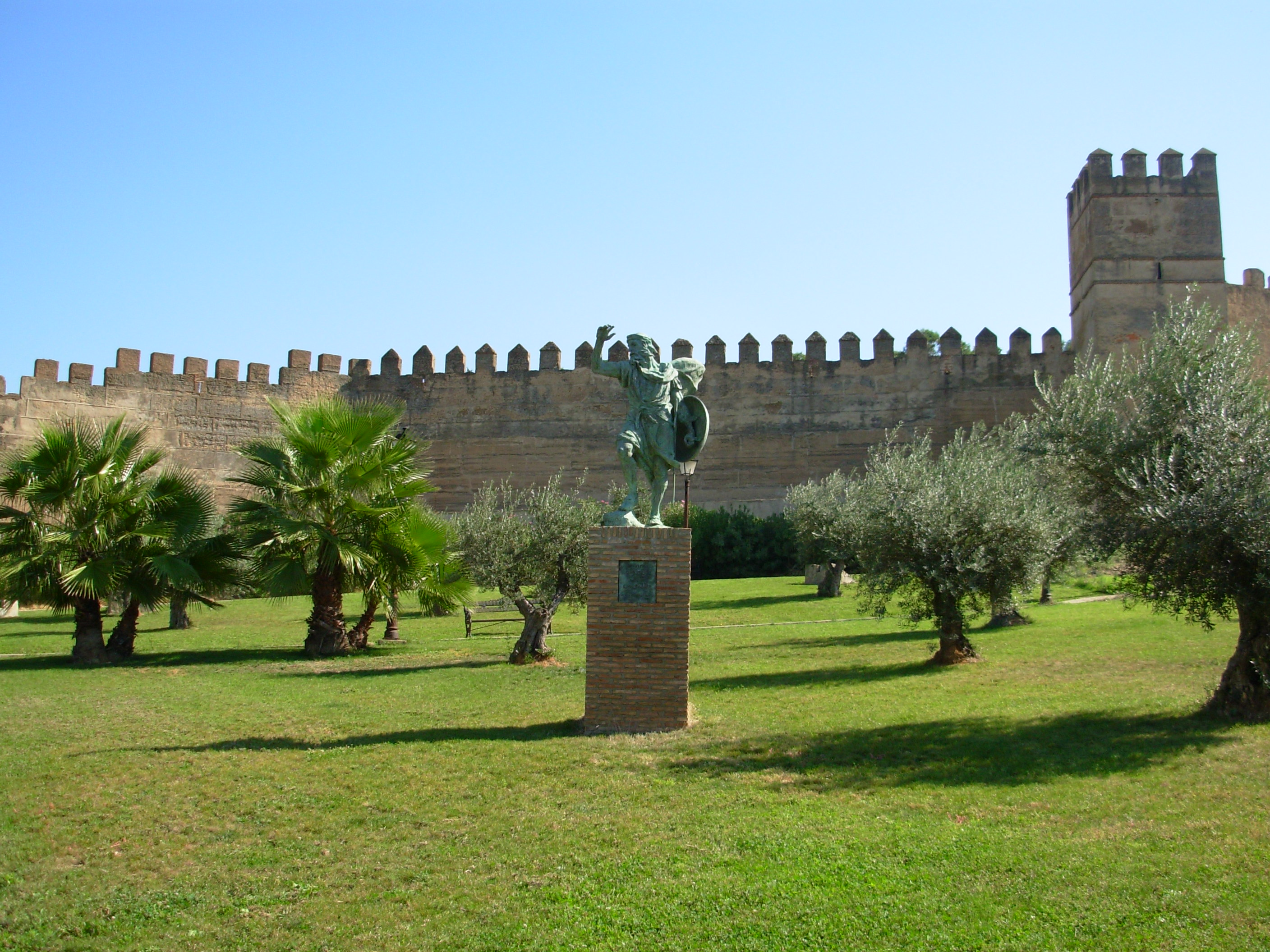
Alcazaba i pomnik Ibn-Marwana

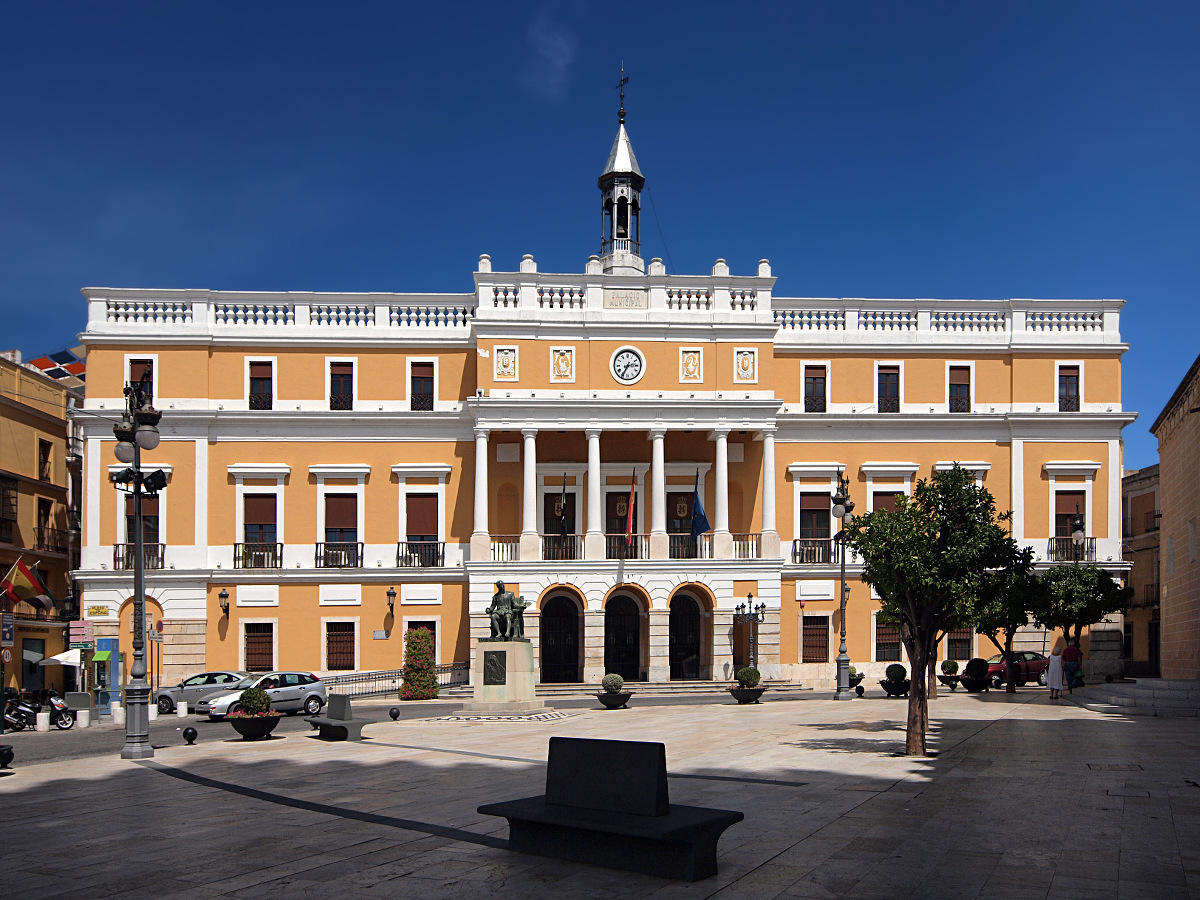
Ratusz

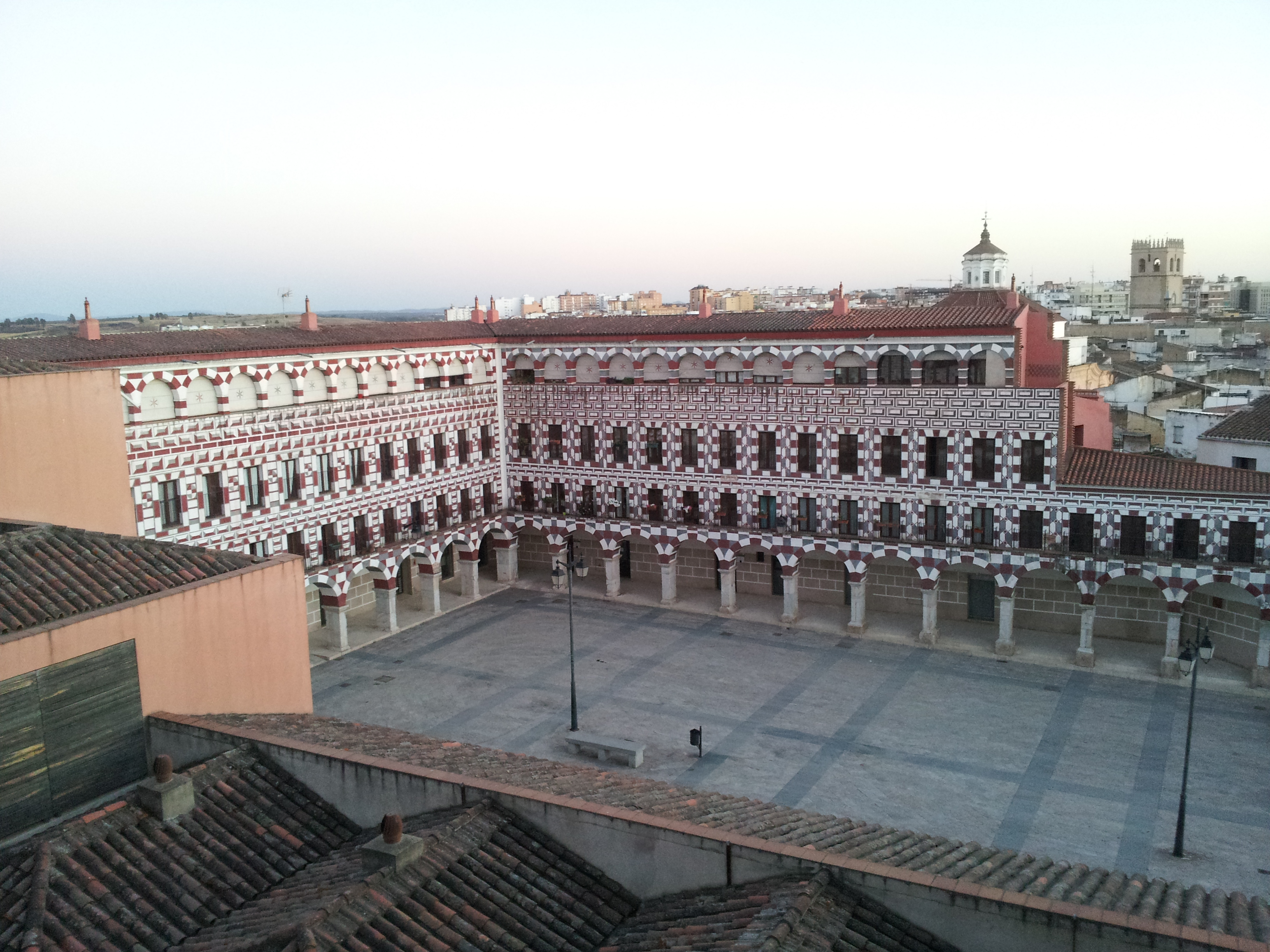
Plaza Alta i Casas Coloradas

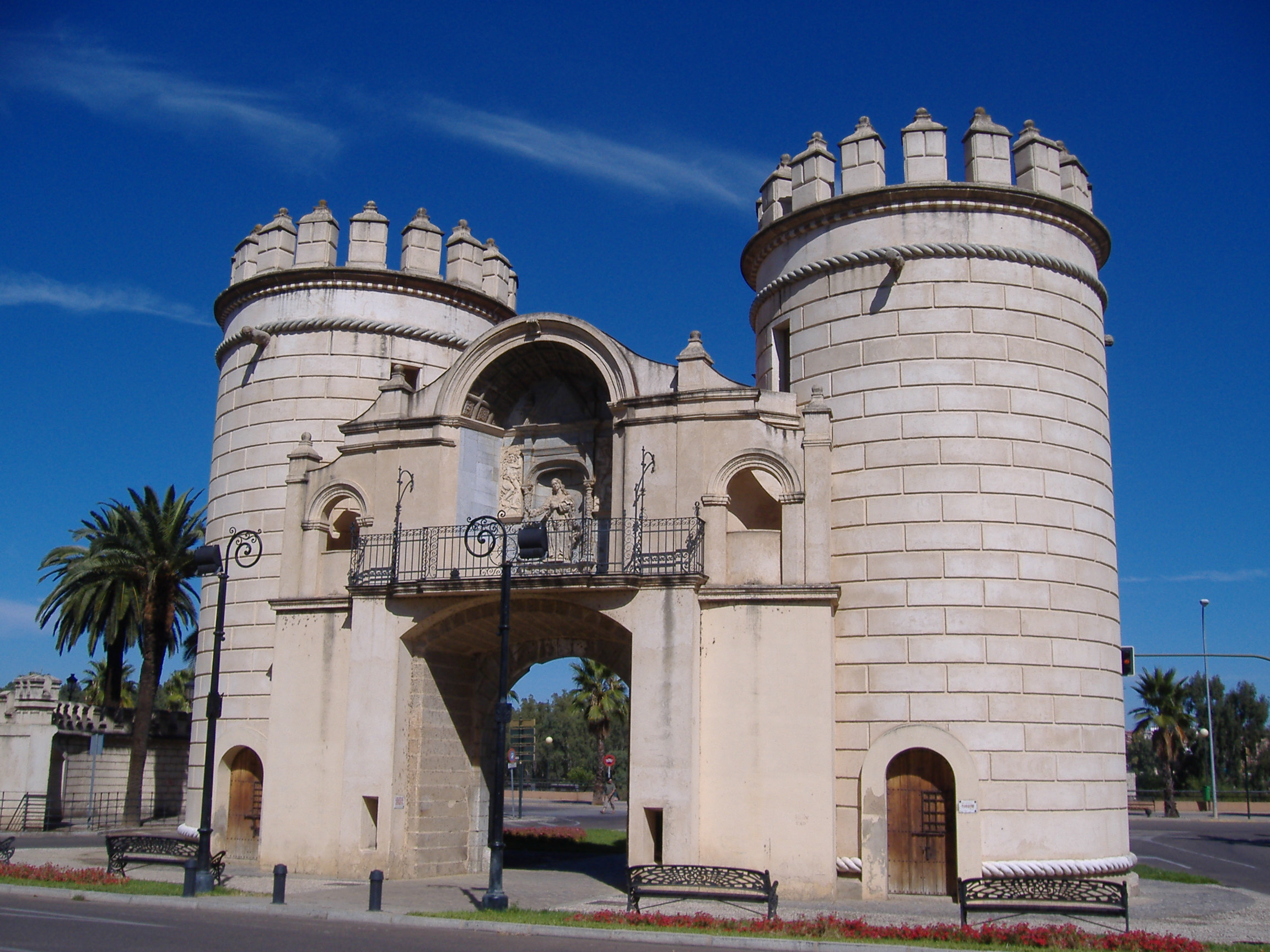
Puerta de Palmas

### Architektura sakralna
- Katedra San Juan – zbudowana w XIII–XV wieku, rozbudowana w XVI w. (kaplice boczne, wieża, dziedziniec z krużgankami). Część główna świątyni składa się z trzech naw oraz wieży dzwonniczej o wysokości 40 m. Wnętrze gotyckie z wyposażeniem barokowym. Przy katedrze działa Muzeum Katedralne[10][11].
- Kościół Iglesia de la Concepción – pierwszy kościół w tym miejscu powstał w XVI wieku, jednakże obecny wygląd świątyni pochodzi z XVIII stulecia i jest dziełem Ventury Rodrígueza, jednego z najbardziej znaczących hiszpańskich architektów tamtych czasów[10].
- Kościół Iglesia de San Agustín – trzynawowa świątynia z XVIII wieku dobudowanymi dwoma budynkami z dziedzińcami i krużgankami. W fasadzie wyróżnia się osiemnastowieczny portal z białego marmuru w stylu klasycystycznym[10].
- Kościół Iglesia de San Andrés – pierwsza informacja o świątyni jest datowana na rok 1274, obecny wygląd kościół zawdzięcza XIX-wiecznym przebudowom. Wewnątrz m.in. nastawa ołtarzowa z XVI wieku[10].
- Kościół Iglesia de San Juan Bautista – świątynia pod takim samym wezwaniem co katedra, założona w XIII wieku przez zakon franciszkanów i rozbudowywana do XVIII stulecia. Wyposażenie barokowe[10].
- Kościół Iglesia de Santo Domingo – początek budowy to rok 1563. W latach 1566–1822 należało do zakonu dominikanów, od 1927 roku świątynią opiekuje się Zgromadzenie Księży Misjonarzy[10].
- Klasztor Real Monasterio de Santa Ana – powstały z fundacji Leonora Laso de la Vega y Figueroa, ambasadora Izabeli Kastylijskiej i Ferdynanda Aragońskiego we Włoszech w 1518 roku, zawiera cenne wyposażenie z wieków XVI–XVIII. W roku 1580 zmarła tutaj królowa Hiszpanii Anna Habsburg[10].
- Klasztor Convento de las Carmelitas – początki świątyni sięgają wieku XVII, jednakże jego gruntowna rozbudowa jest datowana na wiek następny. Wewnątrz cenne barokowe nastawy ołtarzowe[10].
- Klasztor Convento de Nuestra Señora de la Merced – ufundowany w roku 1317, gruntownie przebudowany w wieku XVIII, z którego pochodzi większość jego cennego wyposażenia[10].
- Klasztor Convento de San José – wzniesiony w pobliżu zamku pod wezwaniem świętego Józefa, przez kilka stuleci patrona miasta. Obecny, neogotycki wygląd zawdzięcza dziewiętnastowiecznym przebudowom[10].
- Pustelnia Ermita de la Soledad – pierwotna świątynia o tej nazwie została założona w roku 1664 w miejscu, gdzie obecnie znajduje się Giralda, została zniszczona w czasie wojny na Półwyspie Iberyjskim. Pomimo późniejszej odbudowy, została w końcu rozebrana i konsekrowana w obecnym miejscu 7 lipca 1935 roku. Do najważniejszych elementów wyposażenia kościoła należy rzeźba Matki Boskiej Nuestra Señora de la Soledad zamówiony w roku 1660 w Neapolu[10].

### Architektura obronna
- Alcazaba – arabski zamek – zajmuje najbardziej wyniesioną część miasta, jego początki datowane są na rok 875. Swój obecny wygląd zawdzięcza gruntownym przebudowom z XII wieku za czasów rządów dynastii Almohadów. Mury zamku wzmocnione są ponad 20 wieżami z różnych epok, z których najbardziej reprezentatywna to Torre de Espantaperros. Na terenie Alcazaby znajduje się muzeum archeologiczne[12][13].
- Mury twierdzy – skonstruowane w systemie bastionowym, zachowane prawie w całości, składają się z ośmiu bastionów i murów kurtynowych pomiędzy nimi i otaczają całe miasto, z wyjątkiem odcinka od strony rzeki Gwadiany i zamku. Pomiędzy bastionami w przeszłości znajdowały się raweliny, z których do dzisiejszych czasów zachował się tylko jeden[13][14][8].
- Dzieła zewnętrzne twierdzy – składają się na nie: fort San Cristobal po drugiej stronie Gwadiany, przyczółek mostowy na końcu Puente de Palmas w formie tzw. „dzieła rogowego”, fort San Roque broniący przeprawy przez strumień Rivilla, fort Picurina na wzgórzu na przedpolu południowo-wschodnim oraz nieistniejące już: fort Pardelaras na wzgórzu na południe od miasta i reduta Verle na północ od fortu San Cristobal[13][14][8].
- Puerta de Palmas – brama w stylu renesansowym z 1551 roku, składa się z dwóch cylindrycznych wież zwieńczonych blankami. Wkomponowana w system fortyfikacji miejskich, pełniła również funkcję komory celnej, a w czasach późniejszych więzienia[13].

### Pozostałe
- Palacio Municipal – obecny ratusz, zbudowany pod koniec XVIII wieku w stylu klasycystycznym. Zwieńczony balustradową attyką oraz małą, metalową wieżyczką dzwonniczą. Przed budynkiem znajduje się pomnik Luisa de Morales[13][15].
- Casa del Pintor Luis de Morales – dwukondygnacyjny, renesansowy budynek z dziedzińcem w środku,. Obecnie mieści Muzeum Miejskie „Luis de Morales”[15].
- Casas Coloradas – wzniesione wokół Plaza Alta nieopodal zamku w XVII wieku, zawierają motywy arabskie. Do czasu zbudowania obecnego ratusza, centrum miasta znajdowało się w tym miejscu[13].
- Casas Consistoriales – budynek przy Plaza Alta tuż obok Casas Coloradas. Wzniesiony w XV wieku w stylu mudéjar, do końca XVIII pełnił rolę magistratu. Wewnątrz znajdują się polichromie o tematyce legendarnej oraz herby królewskie[13][15].
- Casas Mudéjares – znajdują się przy Plaza de San José, zbudowane w XIV i XV wieku w stylu mudéjar. Obecnie mieszczą biuro informacji turystycznej i salę wystaw czasowych[15].
- Hospital de San Sebastián – obecny budynek pochodzi z 1694, roku choć obiekt o takiej funkcji (przytułek dla chorych i starców o niskim statusie majątkowym) istniał w tym miejscu już od XV wieku. Posiada cechy stylów: późnobarokowego i klasycystycznego[15].
- Budynki z końca XIX i początku XX w. – w stylach historycznych (często nawiązujących do architektury andaluzyjskiej) i secesyjnym. Do najbardziej reprezentacyjnych budynków tej grupy należą: Casa Álvarez, Casa Álvarez-Buiza, Casa del Hotel Cervantes, Casa Puebla, Casa Ramallo en Meléndez Valdés, Casa Regionalista, Edificio del Antiguo Garaje Pla. Colegio Oficial de Abogados, „Las Tres Campanas” i La Giralda stylizowana na słynną dzwonnicę z Sewilli[13][15].
- Puente de Palmas – kamienny most nad rzeką Gwadianą, zbudowany pierwotnie w połowie XV wieku, został zniszczony przez powódź w roku 1545. Odbudowany w 1596 roku, był jeszcze kilkakrotnie uszkadzany przez powodzie. Składa się z 32 łuków, a jego całkowita długość wynosi prawie 600 m[13].

## Kultura

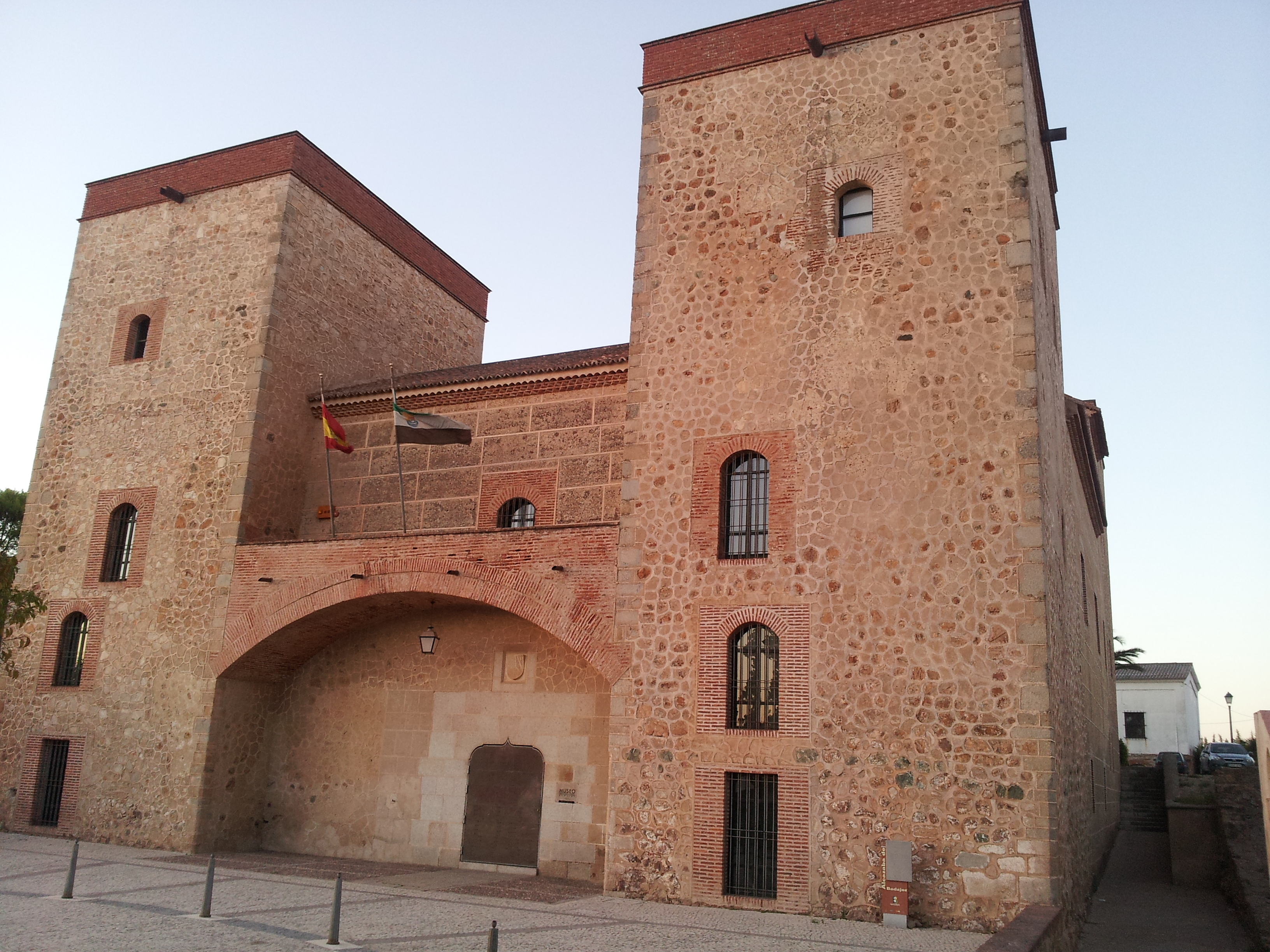
Prowincjonalne Muzeum Archeologiczne

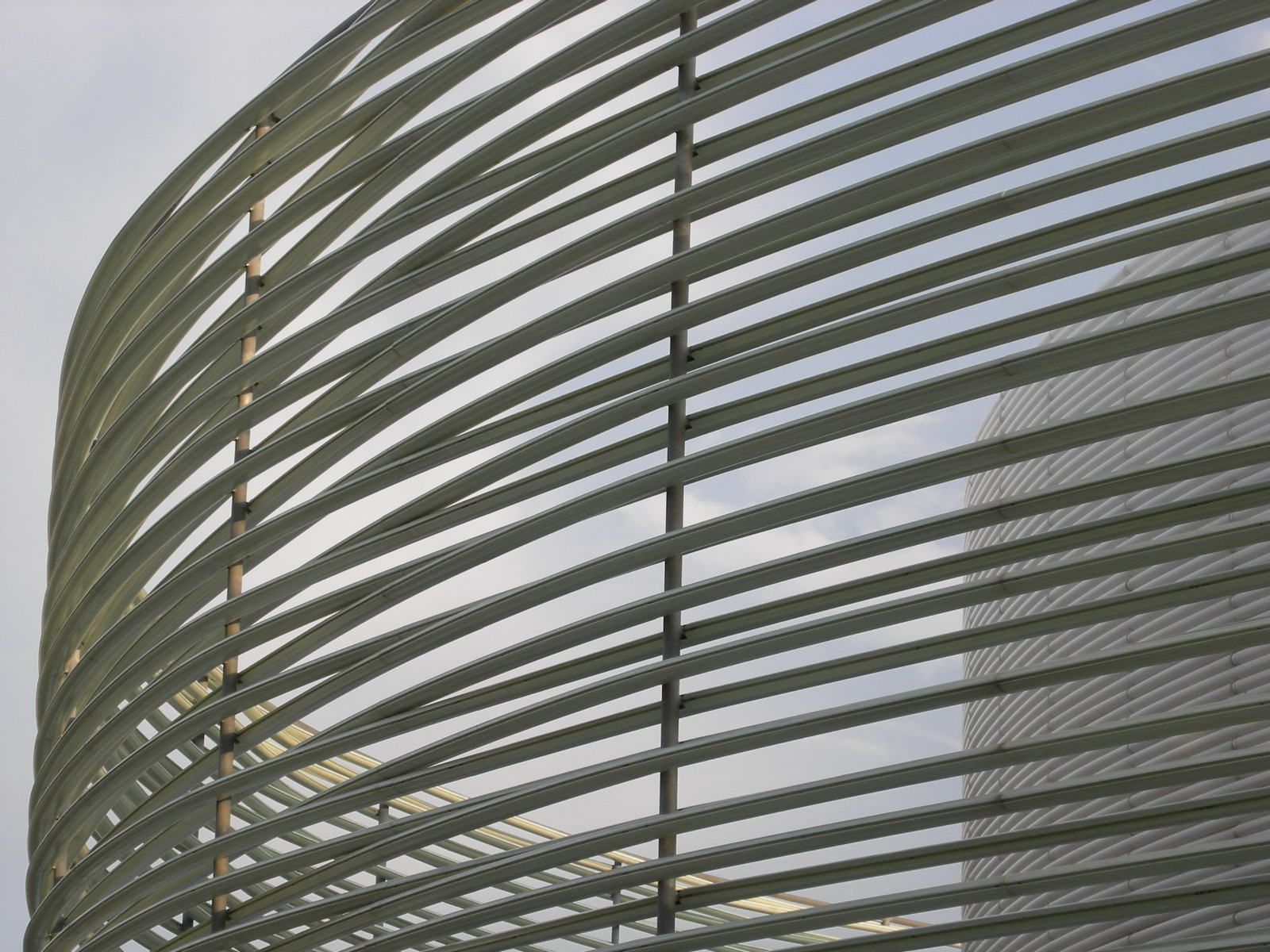
Palacio de Congresos de Badajoz

### Muzea
- Prowincjonalne Muzeum Archeologiczne (Museo Arqueológico Provincial) – znajduje się na terenie Alcazaby, w środku prezentowane jest ponad 15 000 eksponatów od czasów prehistorycznych do XIV wieku[16].
- Muzeum Katedralne (Museo Catedralicio) – zawiera ekspozycję przedmiotów liturgicznych, arrasów flamandzkich z XVI wieku oraz obrazów Luisa de Morales[16].
- Muzeum Miejskie „Luis de Morales” (Museo de la Ciudad „Luis de Morales”) – znajduje się w miejscu, w którym, według podań ludowych, znajdował się dom Luisa de Morales. Ekspozycja muzealna prezentuje 5000 lat historii miasta od czasów prehistorycznch do współczesności[16].
- Muzeum Karnawału (Museo del Carnaval) – zlokalizowane w bastionie Santiago prezentuje historię karnawału w mieście od czasów jego powstania. Część ekspozycji zmienia się co roku poprzez dodanie elementów związanych z ostatnim karnawałem[16].
- Muzeum Sztuki Współczesnej Extremadury i Ameryki Łacińskiej (Museo Extremeño e Iberoamericano de Arte Contemporáneo) – znajduje się w miejscu dawnego fortu Pardelaras i zawiera kolekcję eksponató sztuki współczesnej pochodzącej z terenów Estremadury, Portugalii i Ameryki Łacińskiej[16][17].
- Prowincjonalne Muzeum Sztuk Pięknych (Museo Provincial de Bellas Artes) – zlokalizowane w budynku z końcu XIX wieku prezentuje dzieła takich twórców jak Luis de Morales, Francisco de Zurbarán, Nicolás Megía, Felipe Checa, Eugenio Hermoso czy Adelardo Covarsí[16].
- Muzeum Korridy (Museo Taurino) – składają się na nie trzy piętra ekspozycji dotyczącej korridy od XVI wieku do czasów współczesnych[16].

### Inne
- Palacio de Congresos de Badajoz – budynek o ciekawej architekturze z salą widowiskowo-koncertową na 878 miejsc siedzących[15][18].

## Sport
W mieście działa kilka klubów piłkarskich, z których najbardziej reprezentatywne to:
- Club Deportivo Badajoz – aktualnie (2014) grający w Segunda División B[19],
- Badajoz Club de Fútbol – aktualnie (2014) grający w grupie 14 Tercera División[20].

## Klimat
| Miesiąc | Sty  | Lut  | Mar  | Kwi  | Maj  | Cze  | Lip  | Sie  | Wrz  | Paź  | Lis  | Gru  | Roczna |
| --- | ---- | ---- | ---- | ---- | ---- | ---- | ---- | ---- | ---- | ---- | ---- | ---- | ------ |
| Średnie temperatury w dzień [°C] | 14.0 | 16.1 | 20.1 | 21.6 | 25.7 | 31.4 | 34.8 | 34.5 | 30.5 | 24.1 | 18.2 | 14.4 | 23,8   |
| Średnie dobowe temperatury [°C] | 8.6  | 10.3 | 13.3 | 15.1 | 18.7 | 23.4 | 26.1 | 25.9 | 22.9 | 17.8 | 12.7 | 9.7  | 17,1   |
| Średnie temperatury w nocy [°C] | 3.3  | 4.5  | 6.6  | 8.7  | 11.6 | 15.5 | 17.3 | 17.3 | 15.2 | 11.5 | 7.2  | 4.9  | 10,3   |
| Opady [mm] | 50   | 42   | 30   | 49   | 36   | 14   | 4    | 5    | 24   | 61   | 65   | 69   | 447    |
| Średnia liczba dni z opadami | 6.6  | 6.0  | 4.9  | 7.0  | 5.6  | 2.2  | 0.5  | 0.7  | 3.2  | 7.0  | 7.3  | 8.2  | 59,2   |
| Wilgotność [%] | 79   | 74   | 65   | 64   | 58   | 52   | 48   | 49   | 56   | 68   | 76   | 82   | 64     |
| Średnie usłonecznienie [h] | 146  | 163  | 226  | 244  | 292  | 335  | 376  | 342  | 260  | 206  | 155  | 114  | 2860   |
| Źródło: Agencia Estatal de Meteorología (liczba dni z opadami dla wartości 1 mm, wysokość 185 m n.p.m., 13 km od centrum, 1981-2010) |      |      |      |      |      |      |      |      |      |      |      |      |        |

## Transport

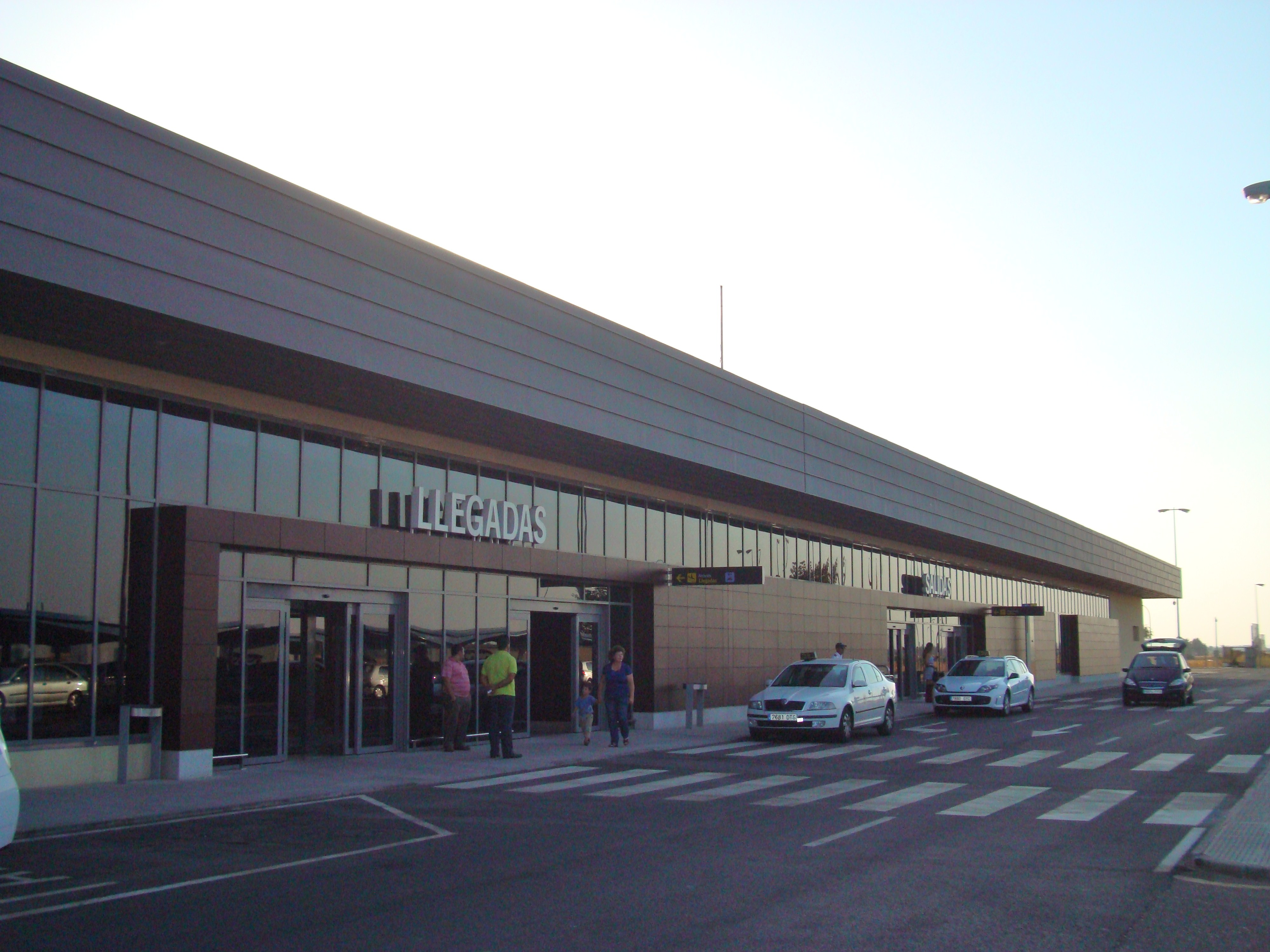
Port lotniczy Badajoz

### Sieć drogowa
Badajoz stanowi ważny węzeł drogowy na drodze do Portugalii, w którym łączą się: autostrada A-5 (przebiegająca na północ od miasta z zachodu w kierunku Portugalii), drogi krajowe N-432 i N-V, drogi regionalne EX-100, EX-107, X-110 i EX-301 oraz kilka dróg o pomniejszym znaczeniu. W mieście znajdują się cztery mosty przez rzekę Gwadianę.

### Kolej
W mieście znajduje się stacja kolejowa, która utrzymuje połączenia m.in. z Méridą, Cáceres i Madrytem.

### Komunikacja miejska i podmiejska
W Badajoz funkcjonuje około 20 miejskich i podmiejskich linii autobusowych.

### Transport autobusowy międzymiastowy
Badajoz utrzymuje połączenia autobusowe z innymi miastami regionu jak: Cáceres, Mérida, Jerez de los Caballeros czy Olivenza, a także z Madrytem, Sewillą oraz miastami w Portugalii: Elvas, Évorą czy Campo Maior.

### Lotniska
Badajoz posiada własny port lotniczy oddalony o około 14 km na zachód od centrum miasta. Inne najbliższe lotniska to: Lizbona-Portela (226 km) oraz Sewilla-San Pablo (215 km). Madryckie lotnisko Barajas znajduje się w odległości 418 km od miasta.

## Miasta partnerskie
- Elvas – Portugalia[26][27]
- Santarém, – Portugalia[27]
- Nazaré – Portugalia[27]
- Granada – Nikaragua[27]
- Blumenau – Brazylia[27]
- Punta Umbría – Hiszpania[28]